# 交替神教
交替神教（こうたいしんきょう、Kathenotheism）は、哲学者フリードリヒ・マックス・ミュラーによって作られた用語であり、一度に一柱の神を崇拝することを意味する。他の神の存在を否定せずに一柱の神を崇拝する、単一神教（henotheism）と密接に関連している。ミュラーはヴェーダの宗教に関連してこの概念を述べているが、そこで彼はそれぞれの神は順番に主神として扱われると説明している。

## kathenotheismの語源
単一神教の特殊型としての交替神教は、主神（最高神）となった神を「一度に一柱」崇拝することに重点が置かれており、ギリシア語の「kath' hena（一柱ずつ）」に「the（神）」という語と「ism（主義など）」という接尾辞が付け加えられたものである。

## 古代ギリシア
古代ギリシアのオルペウス教には交替神教と比較可能な神学がある。オルペウスの詩では、ギリシア神話のそれぞれの神が、順番に主神として述べられている。

## ヒンドゥー教
ヒンドゥー教のスマールタ派は五柱の神を、順番に、そして集合的に、主神として崇拝する。